# Campeonato Mundial de Piragüismo en Eslalon de 2017
El XXXVIII Campeonato Mundial de Piragüismo en Eslalon se celebró en Pau (Francia) entre el 26 de septiembre y el 1 de octubre de 2017 bajo la organización de la Federación Internacional de Piragüismo (ICF) y la Federación Francesa de Piragüismo.
Las competiciones se realizaron en el canal de piragüismo en eslalon del Estadio de Aguas Bravas Pau-Pyrénées, ubicado al sur de la ciudad francesa. En este campeonato se introdujo una competición de kayak por eliminación individual, denominada «eslalon extremo».

## Calendario
| ● | Preliminares | IND | Finales individual | EQ | Finales por equipo | EXT | Finales de eslalon extremo |

| Sept/Oct de 2017 | Ma 26 | Mi 27 | Ju 28 | Vi 29 | Sá 30 | Do 01 |
| ---------------- | ----- | ----- | ----- | ----- | ----- | ----- |
| K1               | EQ    | ●     |       | IND   |       | EXT   |
| C1               | EQ    |       | ●     |       | IND   |       |
| C2               | EQ    | ●     |       | IND   |       |       |

| Sept/Oct de 2017 | Ma 26 | Mi 27 | Ju 28 | Vi 29 | Sá 30 | Do 01 |
| ---------------- | ----- | ----- | ----- | ----- | ----- | ----- |
| K1               | EQ    |       | ●     |       | IND   | EXT   |
| C1               | EQ    | ●     |       | IND   |       |       |

| Sept/Oct de 2017 | Ma 26 | Mi 27 | Ju 28 | Vi 29 | Sá 30 | Do 01 |
| ---------------- | ----- | ----- | ----- | ----- | ----- | ----- |
| C2               |       |       | IND   |       |       |       |

## Medallistas

### Masculino
| Evento                 | Oro | Plata | Bronce |
| ---------------------- | --- | --- | --- |
| K1 individual (29.09)  | Ondřej Tunka · República Checa · 91,84 pts.                                                                  | Vít Přindiš · República Checa · 91,86 pts.                                                                 | Peter Kauzer Eslovenia 92,13 pts.                                                                                           |
| C1 individual (30.09)  | Benjamin Savšek Eslovenia 94,81                                                                              | Alexander Slafkovský · Eslovaquia · 96,29                                                                  | Michal Martikán · Eslovaquia · 98,23                                                                                        |
| C2 individual (29.09)  | Gauthier Klauss Matthieu Péché Francia 105,30                                                                | Ladislav Škantár · Peter Škantár · Eslovaquia · 105,37                                                     | Robert Behling · Thomas Becker · Alemania · 106,15                                                                          |
| K1 por equipos (26.09) | Jiří Prskavec · Ondřej Tunka · Vít Přindiš · República Checa · 93,06                                         | Boris Neveu Mathieu Biazizzo Sébastien Combot Francia 94,07                                                | Peter Kauzer Martin Srabotnik Žan Jakše Eslovenia 94,41                                                                     |
| C1 por equipos (26.09) | Matej Beňuš · Alexander Slafkovský · Michal Martikán · Eslovaquia · 95,44                                    | Ryan Westley David Florence Adam Burgess Reino Unido 98,44                                                 | Denis Gargaud-Chanut Martin Thomas Edern Le Ruyet Francia 99,72                                                             |
| C2 por equipos (26.09) | Francia Gauthier Klauss / Matthieu Péché Nicolas Scianimanico / Hugo Cailhol Pierre Picco / Hugo Biso 104,99 | Alemania · Robert Behling / Thomas Becker · Kai Müller / Kevin Müller · Franz Anton / Jan Benzien · 106,80 | Eslovaquia · Ladislav Škantár / Peter Škantár · Tomáš Kučera / Ján Bátik · Pavol Hochschorner / Peter Hochschorner · 108,16 |

### Femenino
| Evento                 | Oro                                                                  | Plata                                                                  | Bronce                                                                   |
| ---------------------- | -------------------------------------------------------------------- | ---------------------------------------------------------------------- | ------------------------------------------------------------------------ |
| K1 individual (30.09)  | Jessica Fox Australia 97,14 pts.                                     | Jana Dukátová · Eslovaquia · 101,76 pts.                               | Ricarda Funk · Alemania · 102,62 pts.                                    |
| C1 individual (29.09)  | Mallory Franklin Reino Unido 109,90                                  | Tereza Fišerová · República Checa · 113,21                             | Ana Sátila · Brasil · 114,29                                             |
| K1 por equipos (26.09) | Jasmin Schornberg · Ricarda Funk · Lisa Fritsche · Alemania · 103,60 | Corinna Kuhnle · Lisa Leitner · Viktoria Wolffhardt · Austria · 103,80 | Jessica Fox Rosalyn Lawrence Kate Eckhardt Australia 108,44              |
| C1 por equipos (26.09) | Mallory Franklin Kimberley Woods Eilidh Gibson Reino Unido 117,63    | Jessica Fox Noemie Fox Rosalyn Lawrence Australia 119,28               | Tereza Fišerová · Monika Jančová · Eva Říhová · República Checa · 122,75 |

### Mixto
| Evento                | Oro                                       | Plata                                             | Bronce                                                  |
| --------------------- | ----------------------------------------- | ------------------------------------------------- | ------------------------------------------------------- |
| C2 individual (28.09) | Margaux Henry Yves Prigent Francia 105,37 | Niccolò Ferrari · Stefanie Horn · Italia · 106,09 | Veronika Vojtová · Jan Mašek · República Checa · 109,06 |

### Eslalon extremo
| Evento               | Oro                                 | Plata               | Bronce                              |
| -------------------- | ----------------------------------- | ------------------- | ----------------------------------- |
| K1 masculino (01.10) | Vavřinec Hradilek · República Checa | Boris Neveu Francia | Michael Dawson Nueva Zelanda        |
| K1 femenino (01.10)  | Caroline Trompeter · Alemania       | Ana Sátila · Brasil | Amálie Hilgertová · República Checa |

## Medallero
| Núm. | País            | Oro | Plata | Bronce | Total |
| ---- | --------------- | --- | ----- | ------ | ----- |
| 1    | República Checa | 3   | 2     | 3      | 8     |
| 2    | Francia         | 3   | 2     | 1      | 6     |
| 3    | Alemania        | 2   | 1     | 2      | 5     |
| 4    | Reino Unido     | 2   | 1     | 0      | 3     |
| 5    | Eslovaquia      | 1   | 3     | 2      | 6     |
| 6    | Australia       | 1   | 1     | 1      | 3     |
| 7    | Eslovenia       | 1   | 0     | 2      | 3     |
| 8    | Brasil          | 0   | 1     | 1      | 2     |
| 9    | Austria         | 0   | 1     | 0      | 1     |
| 9    | Italia          | 0   | 1     | 0      | 1     |
| 11   | Nueva Zelanda   | 0   | 0     | 1      | 1     |
|      | TOTAL           | 13  | 13    | 13     | 39    |